# روتنباخ
روتنباخ (به آلمانی: Rothenbach) یک شهر در آلمان است که در وستروالدکرایس واقع شده‌است. روتنباخ ۹۰۲ نفر جمعیت دارد.